# Amélie Zurcher

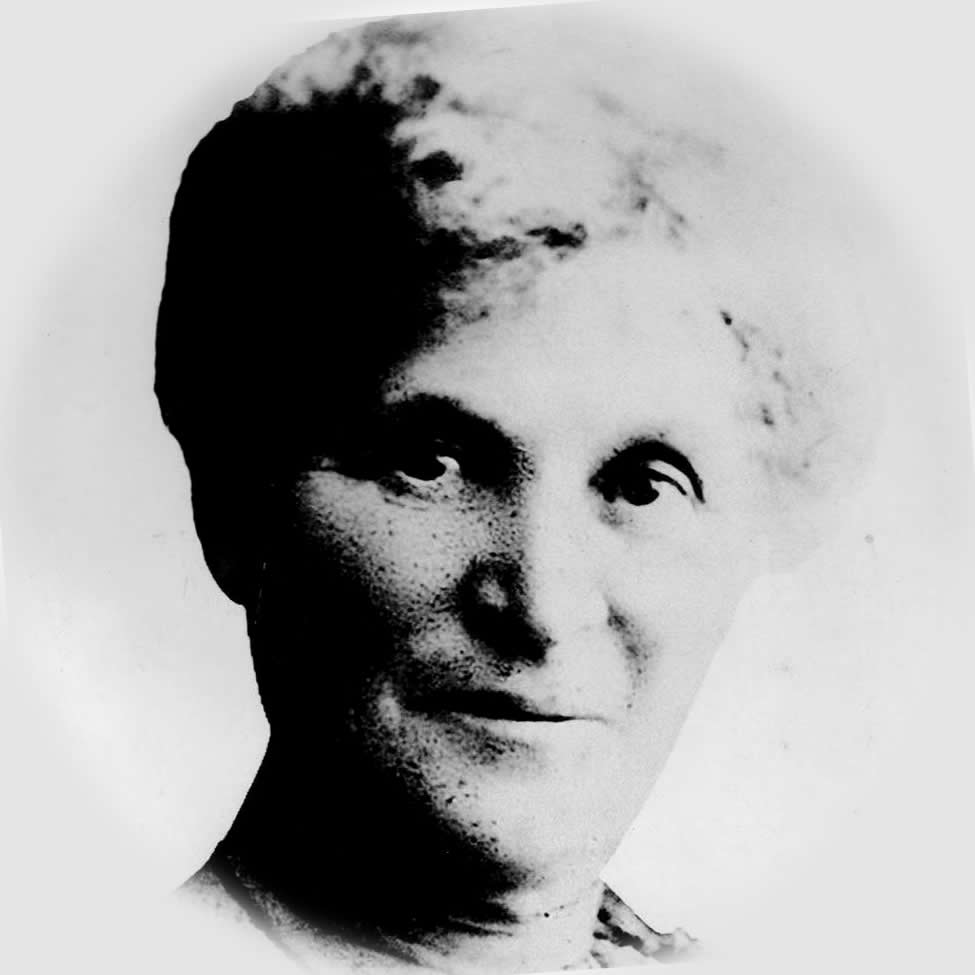
Amélie Zurcher

Louise Marie Amélie Zurcher (* 27. August 1858 in Bollwiller im Oberelsass; † 8. Juni 1947 in Cernay) gilt als Begründerin des Kali-Bergbaus im ergiebigen Bassin potassique nordwestlich von Mülhausen in der Oberrheinischen Tiefebene am Fuß der Vogesen.

## Jugend
Zurcher wurde als Tochter von Théodore Zürcher (1817–1889), dem Leiter der Bollweiler Textilfabrik, die 350 Arbeiter und Arbeiterinnen beschäftigte, auf Schloss Bollweiler als viertes Kind nach drei Brüdern in ein großbürgerliches Milieu geboren. Ihre Eltern waren von Herzen französisch gesinnt. Zurcher besuchte die Grundschule von Bollwiller bis 1870, dem Jahr, in dem das Elsass deutsch wurde. Um sie in Sicherheit zu wissen, schickten die Eltern sie in das Internat der Dominikanerinnen von Nancy, wo sie ein erstes Interesse für Geologie zeigte. Sie legte ein hervorragendes Abitur ab und kehrte 1877 mit 19 in ihre Heimat zurück, um ihren Bruder Albert zu pflegen, der im Deutsch-Französischen Krieg 1870 verwundet wurde und nun invalid war. (Ihr anderer Bruder James (1848–1870) war in Algerien gefallen.) Mit ihm zusammen erbte sie den 65 Hektar großen Lützelhof auf dem Ochsenfeld südlich von Sennheim (heute Cernay) und machte diesen Gutshof zu einem landwirtschaftlichen Musterbetrieb. Zurcher war eine Tierliebhaberin und eine exzellente Jägerin. Sie war eine bestimmende Person, die sich selbst und auch ihren Knechten und Mägden viel abverlangte.

## Probebohrungen
1893 litt das Gut, dessen Flächen nur über eine dünne Humusschicht verfügten, unter der landesweiten großen Trockenheit. Zurcher musste Alternativen finden, um den Ruin zu vermeiden. Im darauf folgenden Jahr lernte sie Joseph Vogt kennen, der Direktor einer Gießerei war. Sie machte sich mit dem Gedanken vertraut, nach Bodenschätzen zu suchen, wobei sie ihre Gewissheit auf Erfolg mit einer Art Offenbarung oder Vision begründete. Damit stieß sie jedoch auf heftige Zweifel im Kreise ihrer Verwandten und Bekannten, die nicht glauben konnten, dass es in ihrer Gegend so etwas geben sollte.
Doch nach zehn Jahren des Beharrens gelang es ihr schließlich, Joseph Vogt und den Bohrungsexperten Jean-Baptiste Grisez zu einer Probebohrung auf dem Ochsenfeld zwischen Sennheim, Wittelsheim und Lutterbach zu überreden. Man hoffte dort Erdöl zu finden, später dachte man an Steinkohle. Am 21. Mai 1904 gründete man mit einer Einlage von 100.000 Mark die Holdinggesellschaft Société en participation pour la recherche de gisements de houille en Alsace (gisements de houille bedeutet Kohlevorkommen), die später in Société Bonne Espérance (deutsch: „Gesellschaft Gute Hoffnung“) umbenannt wurde. Am 11. Juni 1904 begannen die Probebohrungen im Wald von Nonnenbruch unmittelbar neben dem Jagdhaus der beiden Geschwister. Während Joseph Vogt schnell den Mut verlor, überredete Amélie ihn zum Weitermachen. Schließlich fand man in 550 Metern Teufe Kristalle von oranger, roter und violetter Farbe, die man zur Analyse an ein Straßburger Labor sandte. Der nach einigen Tagen eintreffende Bericht hielt im Kern fest: „Bei der Probe handelt es sich um Kali von vorzüglicher Qualität; sollte das Lager groß genug sein, müßte man seinen Abbau in Betracht ziehen“.
Die aufwändige Exploration hatte das Startkapital mehr als aufgebraucht, die Kosten beliefen sich auf über 400.000 Mark. Um das zusätzliche Kapital zu beschaffen, verpfändete Amélie Zurcher nicht nur ihren Grundbesitz, sondern auch den ihres Bruders und ihres Neffen. Unter möglichst hoher Geheimhaltung mussten neue Geldgeber für die Ausbeutung der Lagerstätte gesucht werden. In der Region und in Paris war man damit nicht erfolgreich, aber Investoren aus Deutschland war es zu verdanken, dass die Gewerkschaft Amélie am 13. Juni 1906 mit Sitz in Mülhausen gegründet werden konnte. Sie führte 120 Bohrungen in der Region durch und ab dem 22. April 1908 wurde der erste Schacht (Amélie I) abgeteuft. 1910 konnte die Kaliförderung für die industrielle Nutzung beginnen.

## Ausbeutung der Kali-Minen
Im darauf folgenden Jahr musste die Gewerkschaft Amélie sämtliche Nutzungsrechte an die Deutsche Kaliwerke AG (mit Sitz in Bernterode in der preußischen Provinz Sachsen) abtreten. Joseph Vogt blieb jedoch zuversichtlich und brachte in seinem Freundeskreis genug Geld zusammen, um als neues Bergbauunternehmen eine Aktiengesellschaft, die Kaliminen Sainte-Thérèse zu gründen. Dieses neue Unternehmen erhielt darauf Konzessionen in den Gemeindegebieten von Pulversheim, Ruelisheim, Ungersheim, Feldkirch, Bollwiler und Ensisheim. 1912 waren 106 Kali-Konzessionen im Oberelsass vergeben, 28 davon gehörten den Kaliminen Sainte-Thérèse, 78 der Deutsche Kaliwerke AG. Aus den Mitteln, die Amélie Zurcher durch die industrielle Ausbeutung der Minen zuflossen (1910 wurden einzelne Kuxe der Gewerkschaft Amélie äußerst spekulativ gehandelt und stiegen auf 12.000 bis 14.000 Mark mit Ausreißern nach oben bis zu 30.000 Mark) vergrößerte sie den Lützelhof von 65 auf 800 Hektar. Die Belegschaft nahm auf über 40 Personen zu und u. a. trieb man 350 Schafe in einem zwölftägigen Marsch von Bayern ins Elsass. Der Hof verfügte auch über eine eigene Dampfmaschine, die eine Rapsölpresse betrieb und auch den benachbarten Bauern zur Verfügung stand. In der Zeitspanne dieser Expansion war Amélie Zurcher zwischen 50 und 60 Jahre alt.

## Spätes Leben
Im Ersten Weltkrieg wurde auf dem Lützelhof ein Feldlazarett eingerichtet, in dem sich Zurcher als Krankenschwester betätigte. Gegen Ende des Kriegs wurde der Gutshof völlig zerstört.
Das Jahr 1918 brachte den Sieg Frankreichs, das Elsass wurde wieder französisch und Amélie wieder französische Staatsbürgerin. Die in deutschem Eigentum befindlichen Gruben wurden von Frankreich beschlagnahmt. 1924 wurden sämtliche Bergwerke verstaatlicht, allerdings wurde Zurcher für ihre bis dahin verbliebenen Anteile entschädigt. Das Bergwerksunternehmen Mines Domaniales de Potasse d’Alsace (MDPA) dominierte die Region. Amélie Zurcher war stolz darauf, ihrem Land diesen Reichtum geschenkt zu haben: „Am Wichtigsten ist, dass Frankreich von dieser Entdeckung profitiert, das ist meine schönste Belohnung.“
Nach der erneuten deutschen Annexion des Elsass’ im Zweiten Weltkrieg blieb Zurcher in Mülhausen. 1942 erlitt sie mit 84 Jahren bei einem Unfall im Badezimmer einen Schenkelbruch und wurde dadurch bettlägerig. Am 11. Mai 1944 wurde ihre Villa (17, rue du Moenchsberg) von einer Bombe der alliierten Streitkräfte getroffen. Die Köchin des Hauses war sofort tot, Zurcher überlebte, musste jedoch im Krankenhaus von Cernay behandelt werden. Da sich Wundbrand einstellte, musste ihr schlecht verheilendes Bein im Oktober 1945 im Hasenrain-Krankenhaus von Mülhausen amputiert werden.
Amélie Zurcher blieb unverheiratet und starb am 8. Juni 1947 89-jährig in Cernay.
Manches wurde nach ihr benannt, unter anderem das Lycée Amélie Zurcher in Wittelsheim, der Gemeinde, auf deren Gemarkung die ersten Bohrungen stattfanden.